# Tokyo Broadcasting System Television

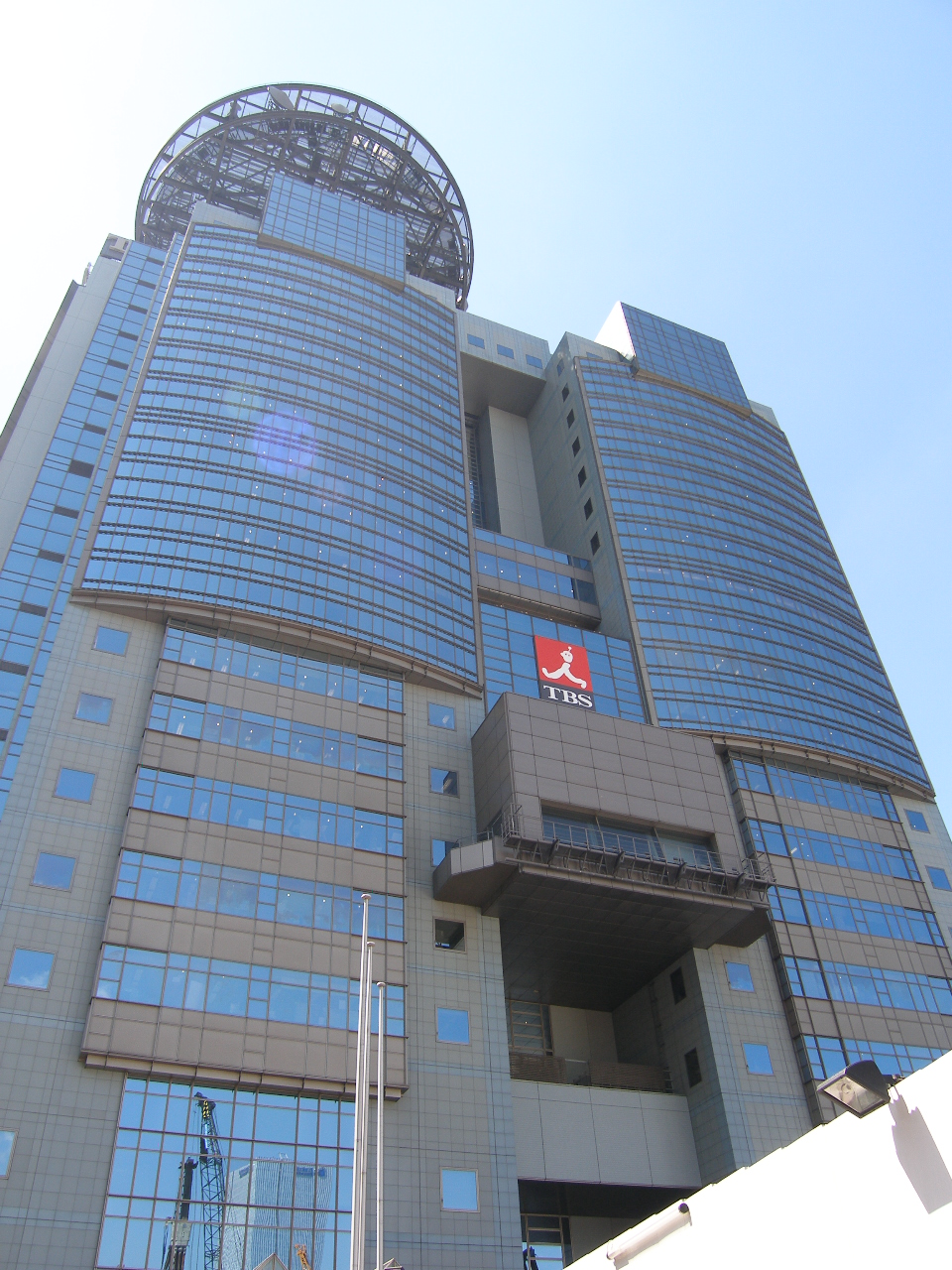
TBS terebis huvudkontor i Akasaka

Tokyo Broadcasting System Televisions, Inc. (TBSテレビ, TBS terebi) är en tevestation i Tokyo i Japan som sänder till Kantoregionen. TBS Television är ett aktiedotterbolag till Tokyo Broadcasting System Holding, inc.
Tevestationen är med i JNN (Japans nyhetsnätverk).